# 후타가와촌 (야마나시현)
후타가와촌(二川村)은 야마나시현 나카코마군에 있던 촌이다. 현재의 고후시에 해당한다.

## 역사
- 1874년 10월 - 고마군 2개 촌이 합병해 후타가와촌이 성립하였다.
- 1878년 7월 22일 - 군구정촌편직법에 의해, 후타가와촌은 나카코마군에 소속되었다.
- 1889년 7월 1일 - 정촌제 시행에 의해 후타가와촌이 단독으로 지자체를 형성하였다.
- 1954년 10월 17일 - 고후시에 편입해, 동일 후타가와촌은 폐지되었다.

## 교통

### 도로
현재는 구촌에 주오자동차도가 지나가지만 당시엔 미개통

## 참고문헌
- 角川日本地名大辞典 19 山梨県